# Krasny Bór
Krasny Bór est un village polonais de la voïvodie de Varmie-Mazurie, dans le powiat de Lidzbark.